# Île Barter
L'île Barter (Barter Island en anglais ou île du troc) est une île située sur la  côte arctique de l'Alaska, à l'est de l'île Arey dans la mer de Beaufort. Elle mesure environ 6 km de long pour 3 km de large à son point le plus large.
Jusqu'à la fin du XIXe siècle, l'île était un important centre de traite du peuple Inupiat et était un lieu de troc entre Inupiat d'Alaska et Inuit du Canada, d'où son nom.
Il exista aussi juste avant 1900, un grand village de chasseurs de baleines. 
Vers 1919, le marchand Tom Gordon et son épouse, Mary Agiaq Gordon, déménagèrent de Barrow à Barter Island avec leur famille, quelques parents et amis. Le jeune frère de Mary, Andrew Akootchook, aida à choisir l'emplacement du comptoir de traite, choisi à cause son port protégé et accessible et convenant bien pour la chasse sur terre et sur mer. Tom Gordon et les colons construisirent un poste de traite et plusieurs familles s'installèrent à côté.
En 1953 et 1954, une piste d'atterrissage (code AITA : BTI) et une station radar de la ligne DEW furent construites sur l'île. Plusieurs familles s'installèrent alors à proximité de la piste et ce secteur fut incorporé en 1971  à la ville de Kaktovik.

## Sources
- (en) Cet article est partiellement ou en totalité issu de l’article de Wikipédia en anglais intitulé « Barter Island » (voir la liste des auteurs).